# 千葉県総合スポーツセンター陸上競技場
千葉県総合スポーツセンター陸上競技場（ちばけんそうごうスポーツセンターりくじょうきょうぎじょう）は、千葉県千葉市稲毛区の千葉県総合スポーツセンター内にある陸上競技場である。施設は千葉県が所有し、指定管理者として千葉県スポーツ協会・まちづくり公社グループが運営・管理を行っている。

## 歴史
1966年開場。当時の名称は千葉県総合運動場陸上競技場（ちばけん・そうごううんどうじょう・りくじょうきょうぎじょう）。2003年4月、千葉県の機構改革に伴い千葉県総合スポーツセンターが運営管理を行うこととなり、総合運動場も現名称に改称した。通称は天台。球技場としても使用される。

## 施設概要
- 日本陸上競技連盟第1種公認
- トラック：400m×8レーン
- 天然芝フィールド
- 3万人程度が収容可能なスタンド（メインスタンドが座席、他は芝生席）
- 補助トラック（第3種公認8レーン）

## 主な大会
- 全国高等学校サッカー選手権大会（2003年度以降は使用せず）
- 全国高等学校総合体育大会（当初は総合開会式も行われる予定だったが、幕張メッセに変更となった。）
- 第28回国民体育大会(1973年)
- 第57回日本陸上競技選手権大会（1973年）
- 第74回日本陸上競技選手権大会（1990年）
- 第33回全国高等専門学校体育大会陸上競技（1998年）
- 第58回全国高等学校陸上競技対校選手権大会（2005年）
- 第65回国民体育大会(2010年）
- 第39回全日本中学校陸上競技選手権大会（2012年）
- 国際千葉駅伝(毎年11月23日(但し23日が日曜日の場合は24日)、2014年をもって大会終了)

## サッカー大会の会場としての経歴
高校選手権1回戦から3回戦までの会場として（西暦奇数年度の大会によっては、準々決勝まで使われたことがある）2002年度まで使用された。その後2003年度は習志野市秋津公園サッカー場、2004年度以降は市原臨海競技場に開催場所を移している。
千葉県総合スポーツセンターのグラウンドは走幅跳、三段跳の跳躍場がインフィールド内に設けられており、このため日本サッカー協会が定める公式戦のピッチの大きさを確保できない状態が続いていた。この事はジェフユナイテッド市原（当時）がホームタウン選定の際に習志野市から千葉市を跳び越して市原市をホームタウンとした理由の一つになっている（現在は千葉市・市原市の広域ホームタウンであるが、千葉市での試合会場は本スタジアムではなく、フクダ電子アリーナである）。
なお、1992年9月23日(水)の、Jリーグカップグループリーグの試合（東日本JR古河×読売クラブ）が、千葉県総合スポーツセンター陸上競技場で行われた唯一のJリーグ公式戦となっている（パヴェルの延長サドンデスゴールによりホームの東日本JR古河が 1-0 で勝利）。
また、1993年12月11日(土)には、第73回天皇杯2回戦（ジェフユナイテッド市原 2-0 東芝）が行われている。

## 公園内その他の施設
- 第2陸上競技場
- 千葉県野球場
- 武道館
- 体育館
- 宿泊研修所
- スポーツ科学センター
- 軟式野球場・ソフトボール場
- 庭球場
- 弓道場
- サッカー・ラグビー場

隣接地には、千葉市動物公園がある。

## アクセス
- スポーツセンター駅（千葉都市モノレール 2号線）下車。徒歩約7分。
- 稲毛駅（JR東日本 総武線）から京成バス草野車庫行きに乗ってスポーツセンター停留所で下車。徒歩約5分。
- 東京駅（JR東日本・東京メトロ）八重洲口から京成バスマイタウン・ダイレクトバス千葉北ルート（長沼原町行き）に乗って萩台入口停留所で下車。徒歩約7分。

### 道路
- 東関東自動車道 千葉北インターチェンジ
- 京葉道路 穴川インターチェンジ
- 国道16号